# Wood Buffalo (Alberta)
Wood Buffalo è una municipalità del Canada che si trova in Alberta. La popolazione locale nel 2016 ammontava a circa 72 000 abitanti, suddivisi fra i vari centri abitati che costituiscono la municipalità stessa, fra essi i principali sono Anzac, Conklin, Fort Chipewyan, Fort McKay, Fort McMurray, Gregoire Lake Estates, Janvier South e Saprae Creek.

## Centri abitati minori
- Almac Subdivision
- Beaver Lake-Young's Beach
- Bechtel Syncrude Camp
- Berdinskies
- Berny
- Big Eddy
- Billos
- Bitumount
- Brièreville
- Charron
- Cheecham
- Christina Crossing
- Corbetts
- Devenish
- Dog Head
- Draper
- Egg Lake
- Embarras
- Embarras Portage
- Fitzgerald 196
- Fitzgerald Settlement
- Fort Smith Settlement
- Gourin
- Grandin
- Improvement District No.143
- Kenny Woods
- Kinosis
- Le Goff
- Leismer
- Lenarthur
- Lynton
- Maloy
- Mariana Lake
- Mildred Lake
- Old Fort
- Pelican Settlement
- Pingle
- Point Brule
- Quigley
- Rossian
- Sandy Rapids
- Tar Island
- Waterways
- Willow Trail
- Wolyn